# Вітовський Дмитро Дмитрович (син)
Ярослав-Дмитро Дмитрович Вітовський (псевдо: Зміюка, Андрієнко; нар. 7 липня 1919, смт. Брошнів-Осада, Рожнятівський район, Івано-Франківська область — пом. 29 квітня 1947, м. Київ) — український військовик, начальник Військово-польової жандармерії УПА ВО-4 «Говерла», командир ТВ-24 «Маківка» (05.1945 — полон 28.03.1946). Син військового міністра ЗУНР Дмитра Вітовського.

## Життєпис
Народився 7 липня 1919 року в селищі Брошнів-Осада Долинського повіту (тепер Рожнятівського району, Івано-Франківської області) у сім'ї військового міністра Західноукраїнської Народної Республіки Дмитра Вітовського. Батько загинув 2(4) серпня 1919, так і не побачивши сина. Мати вийшла вдруге заміж за відставного польського офіцера і переїхала до Вільнюса, де пройшло дитинство Дмитра і де в 1937 він закінчив гімназію.
У 1938 році він переїжджає до Львова і до червня 1939 навчається на географічному факультеті Львівського університету. Одразу приєднується до національного руху, стає членом ОУН. Навесні 1939 року стає організаційним референтом географічного факультету і керує осередком з 36 осіб.

### Льотчик-офіцер Червоної армії
Після окупації Західної України Радянським Союзом Дмитро Вітовський у лютому 1940 був мобілізований до Червоної армії. Навчався у авіаційному училищі в місті Енгельсі біля Саратова. В березні 1941 закінчив училище у званні молодшого лейтенанта та був відправлений для несення служби у 273-тю спеціальну ескадрилью. Влітку 1941, напередодні німецького-радянської війни, отримує відпустку і приїжджає до Львова, де відновлює зв'язок із ОУН і більше не повертається до Червоної армії. Працював на господарських посадах у лісництві митрополита Андрея Шептицького та у Підгірках.

### Командир УПА
Влітку 1943 вступає до лав Української Повстанської Армії, стає ад'ютантом командира Старшинської школи УПА «Олені» Федора Польового-«Поля», проводить підготовку курсантів.
В листопаді 1944 року Дмитра Вітовського призначають комендантом Військово-польової жандармерії УПА на Станіславівську (тепер Івано-Франківську) область. Він був автором дисциплінарного статуту УПА, яким передбачалися наступні ступені покарання: попередження, переведення винного в інший відділ, арешт та суд, а за особливо тяжкі порушення — розстріл. У травні 1945 року функції Військово-польової жандармерії було передано Службі безпеки ОУН, у зв'язку з чим його призначають командиром Тактичного відтинка «Маківка».
17 липня −24 жовтня 1945 Дмитро Вітовський — командир Першого словацького рейду, завданням якого було провести пропагандистську роботу на теренах Словаччини та налагодити співпрацю із місцевим антикомуністичним підпіллям.
26 березня 1946 року неподалік села Кам'янка Сколівського району на Львівщині, Вітовський із групою своїх охоронців потрапив у засідку 215-го полку Внутрішніх військ. Повстанці пробилися з оточення і намагалися відірватися від чекістів. Через два дні вони знову натрапили на ворога. У завзятому бою вісім повстанців загинули, їх командир, потрапивши у безвихідь, вистрелив собі у скроню.
Важко пораненого, але ще живого Дмитра Вітовського чекісти забрали із собою і протягом кількох місяців надавали медичну допомогу в тюремній лікарні. Більшовики сподівались отримати від нього цінну інформацію, тому лікарі врятували йому життя. Слідство тривало з 25 червня по 16 грудня 1946 року. Дмитро Вітовський заявив під час судового процесу: 
| Ціль наша і завдання — безжальна боротьба з органами безпеки СРСР, в звинувачувальному висновку неправильно вказано, що ми боролися проти Червоної армії. |
4 лютого 1947 трибунал виніс вирок — позбавити Дмитра Вітовського військового звання молодшого лейтенанта та засудити до вищої міри покарання — розстрілу.